# Шалито, Игорь Наумович
И́горь Нау́мович Шалито́ (18 марта 1932 года, Москва — 21 декабря 2017 года, там же) — русский советский график, живописец, иллюстратор, член Союза художников СССР.

## Биография
Окончил Московский архитектурный институт в 1956 году. Участник Всесоюзных выставок с 1970 года. С 1979 — член Московского Союза художников. Скончался 21 декабря 2017 года и похоронен на Новом Донском кладбище в Москве, рядом с матерью и супругой.

## Семья и личная жизнь
- Жена — Галина Бойко (1936—2006), художник-иллюстратор
- Сын — Антон Шалито (р. 1965), художник-реконструктор, автор книги «Униформа Красной Армии: 1918—1945», 2001.

## Творчество
Основные направления творчества — оформление книжных изданий (историческая, фантастическая тематика) и создание копий работ мастеров классического западноевропейского искусства. Работы художника находятся в частных коллекциях в России, Италии, Англии, Бельгии, США.
Многие работы выполнены в соавторстве с супругой Г. Н. Бойко, в том числе — серии иллюстраций к известным книгам И. А. Ефремова «Час Быка» и «Таис Афинская».

### Книги с иллюстрациями Бойко и Шалито
- Николай Амосов — «Мысли и Сердце», 1964; «Раздумья о здоровье», 1977
- Владимир Леви — «Охота за мыслью: Заметки психиатра» (1967, 1971)
- Михаил Анчаров — «Сода-Солнце», 1968
- Борис Чирков — «Про нас, про актёров», 2-е издание, 1970
- Иван Ефремов — «Час Быка», 1970; «Таис Афинская», 1972; «Звёздные корабли» и «Туманность Андромеды», 1986; «Лезвие бритвы», 1986 и 1988
- Лев Успенский — «По закону буквы», 1973
- Джером Сэлинджер — «Над пропастью во ржи» (сборник), 1991
- Валерий Сагатовский — «Вселенная философа», 1972